# آنتانامبه (دیانا)
آنتانامبه (به لاتین: Antanambe) یک منطقهٔ مسکونی در ماداگاسکار است که در دیانا (ماداگاسکار) واقع شده‌است. آنتانامبه ۸٬۱۸۷ نفر جمعیت دارد و ۲۰ متر بالاتر از سطح دریا واقع شده‌است.